# Ai confini della realtà - I tesori perduti
Ai confini della realtà - I tesori perduti (Twilight Zone: Rod Serling's Lost Classics) è un film per la televisione del 1994, diretto da Robert Markowitz, che utilizza due copioni inediti di Rod Serling.
I due copioni sono: 
Il cinema e L'isola dei morti, il primo completato ed esteso da Richard Matheson e il secondo scritto completamente dallo stesso Serling.
Il film è stato co-prodotto dalla vedova di Serling, Carol Serling. Secondo quanto riferito, ha trovato i copioni in un baule nel garage della famiglia.

## Trama
Il cinema: Melissa è una persona indecisa, sempre pronta ad evitare di compiere scelte significative, convinta che ci sia tempo per tutto. Durante la proiezione di La signora del venerdì di Howard Hawks, Melissa incomincia a vedere la sua vita proiettata sullo schermo, compreso il suo futuro.
L'isola dei morti: il Dr. Benjamin Ramsey è un chirurgo di Boston nel 1868. Durante un'operazione su di un certo O'Neil, Ramsey scopre che il paziente riuscì a sopravvivere ad un mortale trauma cranico grazie all'intervento di un certo Wheaton.
Ossessionato dall'idea di sconfiggere la morte, Ramsey incontra il Dr. Jeremy Wheaton, custode di una formula capace di riportare in vita i morti.

## Distribuzione e DVD
In Italia il film è uscito direttamente su Home Video nel Novembre del 1994, su VHS della Deltavideo. Secondo il fascicoletto del cofanetto italiano (con testi di Marcello Rossi) fu trasmesso sulla rete TMC 2 nel capodanno del 1999; in tale occasione fu trasmesso con un nuovo doppiaggio.
La Dall'Angelo Pictures ha pubblicato in italiano il cofanetto Ai confini della realtà - I tesori perduti, contenente lo speciale Twilight zone - Rod Serling's Lost Classics e l'episodio della serie Westinghouse Desilu Playhouse intitolato The Time Element.